# Michele Guaitoli

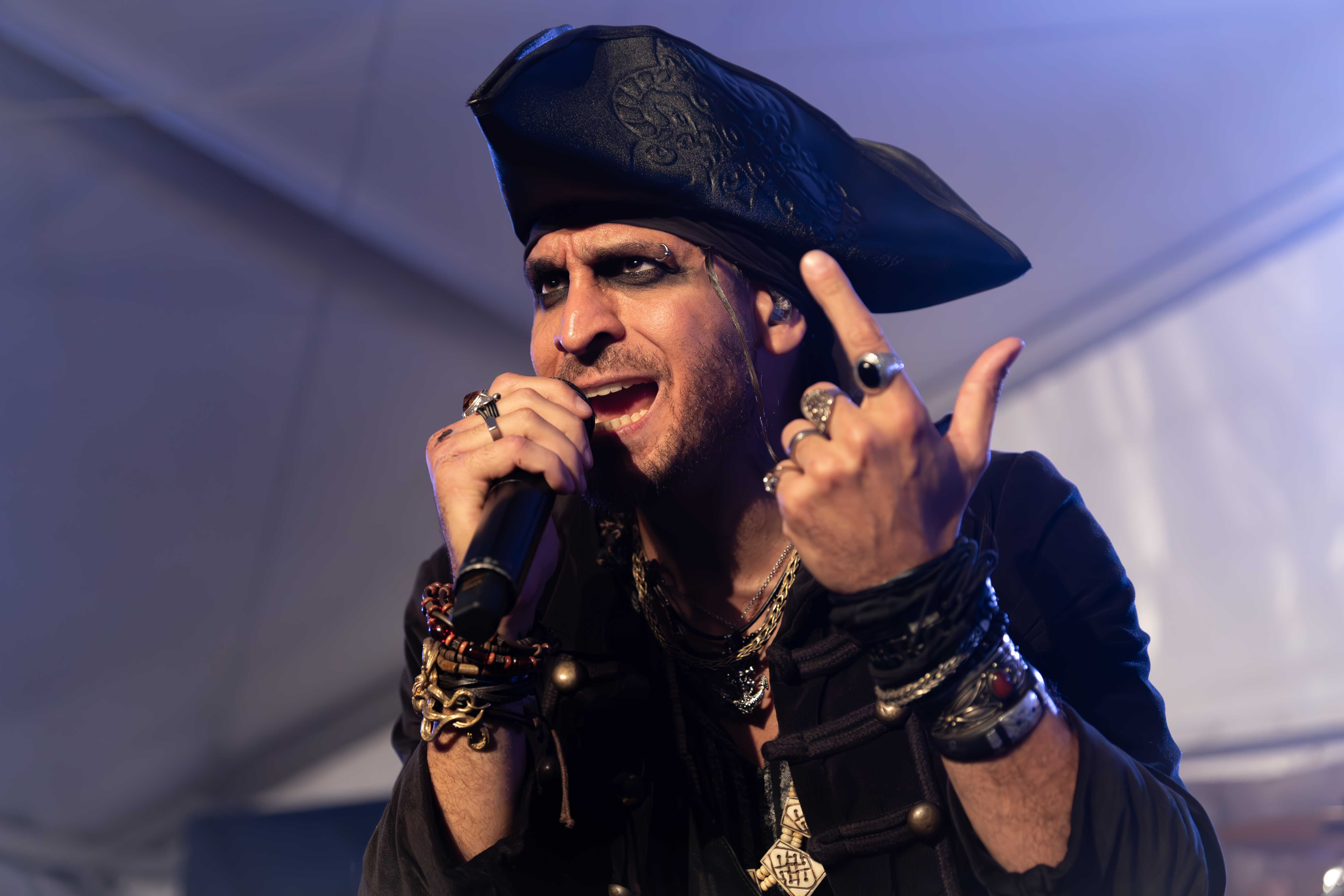
Michele Guaitoli, 2023

Michele Guaitoli (* 12. April 1985 in Gorizia, Friaul-Julisch Venetien) ist ein italienischer Metal-Sänger, Produzent, Songwriter und -texter. Aktuell ist er Leadsänger für Visions of Atlantis, Temperance und ERA.

## Leben
Er begann mit der Musik im Alter von sieben Jahren mit Klavierunterricht, um sich im Erwachsenenalter in modernem Gesang und Jazz zu perfektionieren.
Im Jahr 2003 trat er der italienischen Heavy-Metal-Band Overtures bei, in der er bis heute aktiv ist.
Seit Frühjahr 2018 singt er für die italienischen Power-Metal-Band Temperance und ist bereits auf drei Studioalben der Band zu hören.
Ende 2018 trat er außerdem der Symphonic-Metal Band Visions of Atlantis bei, nachdem er den damaligen Sänger Siegfried Samer zuvor bei einigen Auftritten vertrat. Gemeinsam mit den Österreichern veröffentlichte er bereits zwei Studioalben, sowie drei Livealben und spielte Konzerte nicht nur in vielen Ländern Europas, sondern auch Süd- und Nordamerikas. Gemeinsam mit der Band trat er auch auf großen Festivals auf. Darunter dem deutschen Wacken Open Air, dem Masters of Rock in Tschechien oder der 70000 Tons of Metal Kreuzfahrt.
Der Musiker ist auch Teil des französischen Musikprojekts ERA, welche 2019 mit ihm erstmalig auf Tour durch Frankreich und Belgien gingen.
In seinem Studio The Groove Factory arbeitet Guaitoli nicht nur mit seinen eigenen Bands, sondern auch mit zahlreichen anderen Künstlern zusammen. U.a. Desperation BVLD, Hammered, Overtures, Emetropia oder SheWolf.

## Diskografie (Auswahl)

### Visions of Atlantis
Studioalben
- Wanderers (2019) – Gesang, Orchestration
- Pirates (2022) – Gesang, Songwriting
- Pirates II Armada (2024) – Gesang, Songwriting

Livealben
- The Deep & The Dark Live (2019) – Gesang, Mix und Mastering
- A Symphonic Journey to Remember (2020) – Gesang, Mix und Mastering
- Pirates over Wacken (2023) – Gesang, Mix und Mastering

### Temperance
Studioalben
- Of Jupiter and Moons (2018) – Gesang, Keyboards
- Viridian (2020) – Gesang, Songwriting, Texte, Keyboards
- Diamanti (2021) – Gesang, Songwriting, Keyboards

EP
- Melodies of Green and Blue (2021) – Gesang

### ERA
Livealben
- ERA: The Live Experience (2022) – Gesang

### Overtures
Studioalben
- Beyond the Waterfall (2008) – Gesang
- Rebirth (2011) – Gesang
- Entering the Maze (2013) – Gesang
- Artifacts (2016) – Gesang

### Kaledon
Studioalben
- Carnagus: Emperor of the Darkness (2017) – Gesang
- Legend of the Forgotten Reign – Chapter VII: Evil Awakens (2022) – Gesang